# Javier Gullón
Javier Gullón Vara (Logroño, La Rioja, 1975) es un guionista español. Ha sido el autor de varias cintas tanto nacionales como internacionales, entre ellas El rey de la montaña (2007), Hierro (2009), Enemy (2013), Out of the Dark (2014), Aftermath (2017) y Rainbow (2022).

## Biografía
Javier Gullón nació en Logroño en 1975.
Obtuvo una nominación en la segunda edición de los Canadian Screen Award en la categoría de Mejor Guion Adaptado por Enemy, así como dos nominaciones a los Premios Goya en la categoría de Mejor Guion Adaptado, en la 27ª edición por Invasor y en la 34ª edición por Ventajas de viajar en tren. También ha sido nominado a los Premios Feroz, los Premios Carmen, los Premios Mestre Mateo y a la Medallas del Círculo de Escritores Cinematográficos.
Está casado con Ayako Fujitani desde 2016 y tiene dos hijas.